# Arthur Bliss

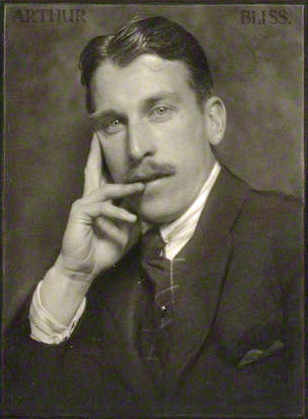
Arthur Bliss rond 1922

Arthur Edward Drummond Bliss (Londen, 2 augustus 1891 – aldaar, 27 maart 1975) was een Engels componist.

## Loopbaan
Hij studeerde muziek in Cambridge bij Charles Wood, en ging in 1913 naar het Royal College of Music, waar hij bij Charles Villiers Stanford, Ralph Vaughan Williams en Gustav Holst studeerde. In 1914 nam hij dienst bij het leger, waar hij de gehele Eerste Wereldoorlog diende.
In 1921 werd hij benoemd tot professor in compositie aan het Royal College of Music, maar legde zich het daaropvolgende jaar geheel op componeren toe. Hij vervulde geen enkele officiële positie tot 1941, toen hij aangesteld werd tot muzikaal directeur van de BBC. In 1945 nam hij uit die functie ontslag. Hij werd in 1950 geridderd door koning George VI en sindsdien mocht hij als sir aangesproken worden. Hij volgde in 1953 Arnold Bax op als Master of the Queen's Music, een eretitel met veel aanzien.

## Stijl
Bliss beschouwt Madame Noy (1918) als het beginpunt van zijn loopbaan als componist. Samen met Rhapsody (1919) en Rout bepaalde dit werk zijn faam. In deze werken is goed Bliss’ interesse in experimentele toonaarden te horen. In Coulour Symphony (1922) probeert Bliss een bepaalde kleur door middel van een beweging muzikaal uit te drukken. Het is erg subjectief en moeilijk voor de luisteraar te onderkennen.
Van 1923 tot 1925 verbleef Bliss in Californië. Hier ging hij experimenteren met teksten. Zo ontstonden drie werken waarin hij op experimentele wijze zeer uiteenlopende teksten behandelde: Pastoral (1928), Serenade voor bariton en orkest (1929) en in 1930 Morning Heroes, een symfonie voor voordrachtkunstenaar, koor en orkest. Het werk kreeg enig succes.
Bliss voelde zich echter het meest aangetrokken tot drama. Hij schreef drie balletten, een opera en veel filmmuziek, waaronder films als Things to Come (1935), Caesar and Cleopatra (1944) en War in the Air (1954). In het filmgenre vond hij zijn werkelijke uitdrukkingsmogelijkheid.
Kwalitatief heeft hij de drie werken uit zijn middenperiode – Pastoral, Serenade en Morning Heroes nooit meer overtroffen.

## Pianoconcert in Bes
Het Pianoconcert in Bes groot uit 1938 neemt een aparte plaats in Bliss oeuvre in. Hij schreef het in opdracht van de Engelse regering voor de wereldtentoonstelling van 1939 in New York en is daarom ook opgedragen aan het Amerikaanse volk. De wereldtentoonstelling had als doel de Grote Depressie te doen vergeten en het Amerikaanse moreel en handel op te krikken met als thema: "Building the World of Tomorrow".
Met een Europa echter dat op de rand van oorlog wiebelde, probeerden de Britten door hun deelname de Anglo-Amerikaanse samenwerking te bevorderen omdat politieke solidariteit nog wel eens binnen zeer korte tijd hard nodig zou kunnen zijn. De Engelsen wilden het imago van Groot-Brittannië in het buitenland actualiseren en tegelijkertijd de liefde van de Amerikanen voor de Britse geschiedenis en traditie koesteren. Ze interpreteerden het futuristische thema van de beurs als een thema van continuïteit, waarmee ze de wereld van morgen stevig in het verleden lieten verankeren.
Bliss hield van componeren voor speciale gelegenheden of artiesten, en had al sterke emotionele banden met de Verenigde Staten, aangezien zijn vader en zijn vrouw Amerikaans waren. Bliss fabriceerde een pianoconcert met een mix van feest, traditie en romantische virtuositeit. 'De Amerikanen zijn in hun hart zeker de meest romantische ter wereld', was het oordeel van Bliss. Het Pianoconcert in Bes groot werd voor het eerst uitgevoerd door Solomon, aan wie het ook opgedragen was, en het New York Symfonie Orkest, onder leiding van Sir Adrian Boult in Carnegie Hall op 10 juni 1939. Het hele werk bestaat uit een combinatie van Amerikaans optimisme, 'romantiek' en Brits realisme. De pianopartij is erg virtuoos en begint direct met een reeks snelle dubbele octaven die zelfs een pianist van het kaliber van Solomon behoorlijk nerveus maakte vlak voor de première.
De première was een enorm succes. Bliss schreef aan Pamela Henn Collins van het Brits consulaat dat “alles goed is gegaan, eigenlijk heel goed. Het Amerikaanse publiek is gauw tevreden en ik heb ze helemaal ingepalmd.”
Een tijdlang, nadat Amerika in de jaren veertig aan de oorlog deelnam, werd het pianoconcert, met zijn eerlijk optimisme, beschouwd als een krachtig muzikaal symbool van Anglo-Amerikaanse solidariteit; de Britse hoop in bange dagen.

## Vriendschap met Rubbra
Edmund Rubbra en Bliss waren een groot deel van hun leven dik bevriend. Na de première van Rubbra's pianoconcert op 21 maart 1956, uitgevoerd in de Royal Festival Hall door Denis Matthews en het Orkest van de BBC onder leiding van Malcolm Sargent, schreef Bliss een zeer positieve recensie waarin hij Rubbra met het ‘unieke en mooie werk’ feliciteerde. Jaren later, kort voor zijn dood, was Bliss heel erg geëmotioneerd toen Rubbra zijn tiende symfonie aan hem opdroeg als teken van hun lange vriendschap.

## Lijst van composities
De werken zijn ingedeeld naar de catalogisering van Thompson (T) in 1971:
- Theaterwerken
  - As you like it, T 11 (toneelmuziek, naar Shakespeare), 1919;
  - The tempest, T 21 (toneelmuziek, naar Shakespeare), 1920-'21;
  - Things to come, T 53 (filmmuziek), 1934-1935, ook orkestsuite;
  - Conquest of the air, T 56 (filmmuziek), 1937;
  - Checkmate, T 57 (ballet), 1937;
  - Miracle in the Gorbals, T 64 (ballet), 1944;
  - Men of Two Worlds, T 65 (filmmuziek), 1945, ook orkestsuite;
  - Adam Zero, T 67 (ballet), 1946;
  - Christopher Columbus, T 68a (filmmuziek), 1949, ook orkestsuite;
  - The Olympians, T 69 (opera, 3 aktes), 1948-1949;
  - Beggar's Opera, T 73 (filmmuziek), 1952-3;
  - Waves Away (filmmuziek), 1956, ook orkestsuite;
  - The lady of Shallot, T 86 (ballet), 1958;
  - Tobias and the Angel, T 90 (opera voor televisie), 1960
- Orkestwerken
  - 2 studies, T 16, 1920;
  - Concerto, voor 2 piano’s en orkest, T 17 (revisie van een concert voor tenor, piano, strijkers en slagwerk), 1924; revisie voor 2 piano’s, 3 handen en orkest, 1968;
  - Purcell suite, voor strijkers, T 18, 1921;
  - Mêlée fantasque, T 22, 1921, revisie 1965;
  - Rout, T 14 (non-sense syllables), voor sopraan en orkest, 1921;
  - A Colour Symphony, T 24, 1921-1922, revisie 1932;
  - Twone, the house of felicity, voor klein orkest, T 30, 1921;
  - Introduction and Allegro, T 40, 1926, revisie 1937;
  - Hymn to Apollo, T 41, 1926, revisie 1965;
  - Serenade, T 47, voor bariton en orkest (Spenser, Wotton), 1929;
  - Music for strings, T 54, 1935;
  - Piano Concerto, T 58, 1938;
  - March "The Phoenix”, T 63, 1944;
  - The Enchantress, T 71 (tekst van Reed, naar Theocritus), scena voor alt en orkest, 1951-'52;
  - Processional, voor orgel en orkest, T 75, 1953;
  - Violin Concerto, T 79, 1955;
  - Meditations on a theme of John Blow, T 80, 1955;
  - Overture "Edinburgh”, T 84, 1956;
  - Discourse, T 85, 1957, revisie 1965;
  - March "Homage to a great Man”, T 99, 1964;
  - Cello Concerto, T 120, 1970;
  - Metamorphic Variations, 1972
- Werken voor harmonieorkest en brassband
  - Kenilworth-Suite, voor brassband, 1936;
  - Things to come, suite uit de film, 1936;
  - An Age of Kings, suite;
  - Greetings to a City

- Biblioteca Nacional de España: XX891304
- Bibliothèque nationale de France: cb13891588p (data)
- Gemeinsame Normdatei: 118851977
- International Standard Name Identifier: 0000 0001 0906 1932
- Library of Congress Control Number: n80115696
- Nationale Bibliotheek van Letland: 000041250
- MusicBrainz: dd595600-014b-498a-971d-c67198487f88
- Bibliotheek van het Japanse parlement: 01052679
- Nationale Bibliotheek van Tsjechië: xx0011513
- Nationale Bibliotheek van Israël: 987007282692405171
- Nederlandse Thesaurus van Auteursnamen: 072472677
- Istituto Centrale per il Catalogo Unico: RAVV075571
- LIBRIS: 229367
- SNAC: w6tf08v8
- Système universitaire de documentation: 115730117
- Trove: 793775
- Virtual International Authority File: 59268878
- WorldCat: E39PBJwhCpp8GRddwfgtwh78md